# Vojenská intendance

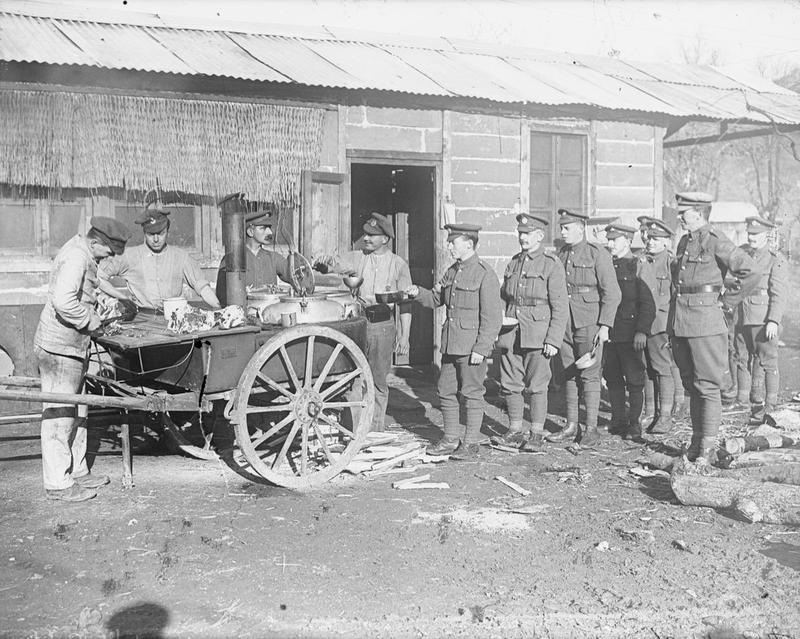
Britská polní kuchyně za první světové války

Intendance v oblasti vojenství znamená hospodářskou správu vojska. Jedná se zpravidla o vykonávání ekonomicko-administrativních činností zajišťujících základní (nebojové) materiální potřeby armády, jako je ubytování, zásobování potravinami, výstrojí (nikoli však výzbrojí) apod. Zarhnuje též finanční hospodaření. Jednotka či úřad vykonávající tyto činnosti se nazývá intendanční (výstrojní) služba či intendantura, též intendantstvo. Člověk zaměstnaný výkonem této služby je intendant, resp. intendanční důstojník či důstojník intendanční služby.